# Black Dynamite
Black Dynamite is een Amerikaanse actie-komediefilm uit 2009 onder regie van Scott Sanders. In de film spelen onder meer Michael Jai White, Tommy Davidson en Salli Richardson. De film is een parodie en hommage aan het blaxploitation-genre en actiefilms uit de jaren 1970.
De film werd op 16 oktober 2009 gedurende twee weken uitgebracht in de bioscopen in de Verenigde Staten (met een "officiële" première op het Toronto After Dark Film Festival) en werd goed ontvangen door critici. De originele homevideoversie werd uitgebracht op 16 februari 2010.

## Verhaal
In de jaren 1970 is Black Dynamite een Vietnamoorlogveteraan, voormalig CIA-officier en bedreven kungfu-beoefenaar in Los Angeles. Wanneer zijn broer Jimmy wordt vermoord door een duistere organisatie, zweert hij dat hij de straten zal zuiveren van drugsdealers en gangsters, waarna de CIA hem vraagt om terug in dienst te keren. Nadat hij op de plaats van de moord een kogelhuls vindt, ontdekt hij een plan om Afro-Amerikanen te verzwakken: het verspreiden van heroïne in plaatselijke weeshuizen en het vermengen van bier in zwarte wijken. Black Dynamite komt achter de ware identiteit van het brein achter de hele operatie: de Amerikaanse president Richard Nixon.

## Rolverdeling
- Michael Jai White - Black Dynamite
- Tommy Davidson - Cream Corn
- Salli Richardson -  Gloria
- Kevin Chapman - O’Leary
- Kym Whitley - Honey Bee
- Phil Morris - Saheed
- Byron Minns - Bullhorn
- Mike Starr - Rafelli
- Tucker Smallwood - Congressman Monroe James
- Arsenio Hall - Tasty Freeze
- Obba Babatundé - Osiris
- Buddy Lewis - Gunsmoke
- Roger Yuan - Fiendish Dr. Wu
- James McManus - Richard Nixon
- Nicole Sullivan - Patricia Nixon
- Pete Antico - Abraham Lincoln